# Glossarion
Glossarion, biljni rod iz porodice glavočika, dio tribusa Stifftieae. Postoje dvije vrste iz sjevernog Brazila (država Amazonas) i Venezuelske države Amazonas.

## Vrste
1. Glossarion bilabiatum (Maguire) Pruski
2. Glossarion rhodanthum Maguire & Wurdack